# Прокол языка

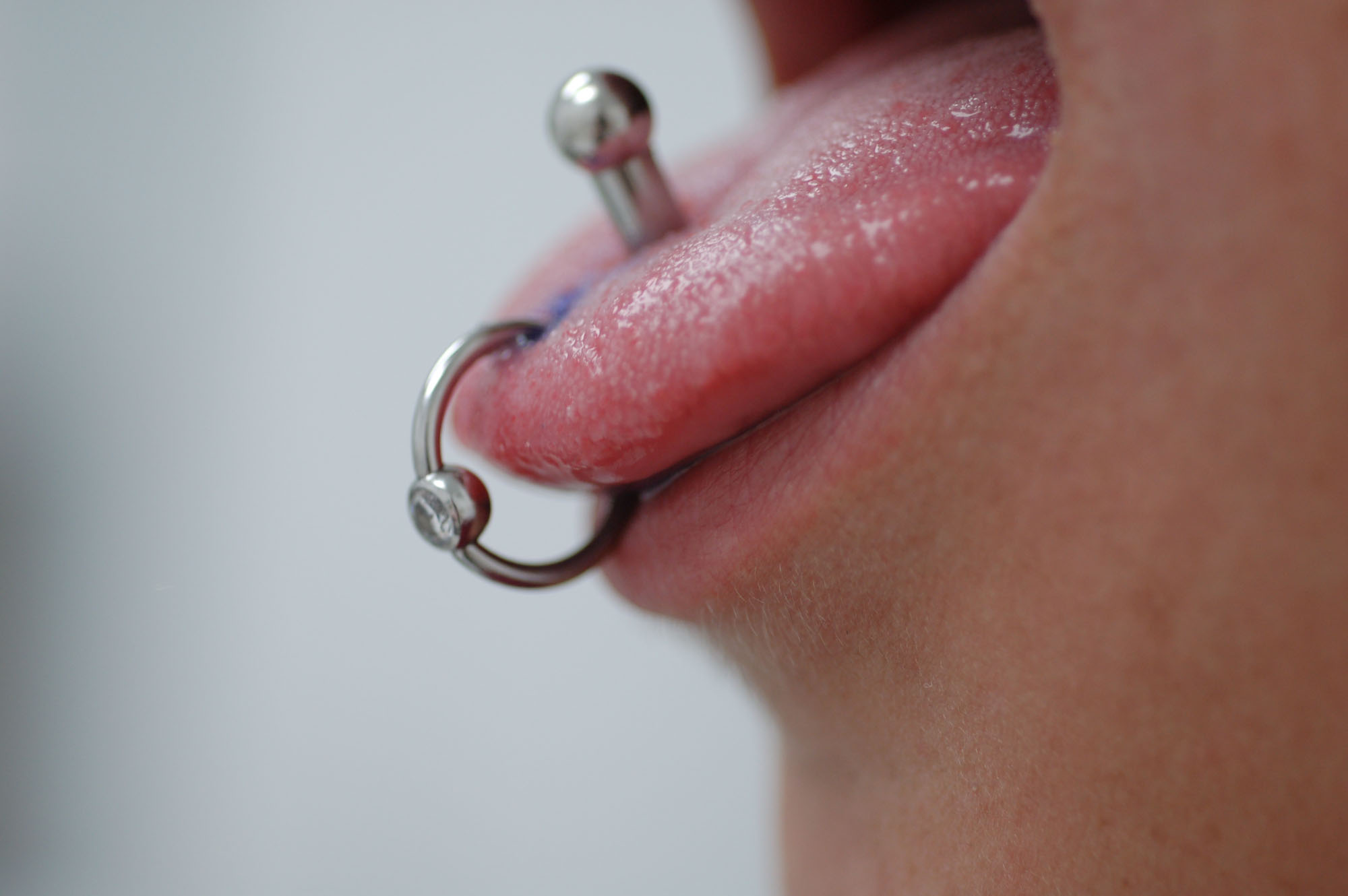

Пирсинг языка — вид пирсинга рта. Представляет собой один из наиболее распространённых видов пирсинга в современной западной культуре после проколов ушей.

## История и культура
Ольмеки, Ацтеки и Майя практиковали пирсинг языка в ритуальных целях. Наскальная живопись Майя изображает ритуалы, в ходе которых наиболее высокопоставленные члены племени прокалывали языки колючками. При этом кровь собиралась в кору дерева, которая впоследствии сжигалась в честь богов Майя. Народ Хайда, племена Кавакиутл и Тлинкиты также практиковали прокалывание языка, помимо этого практика была распространена на востоке среди суфиев и факиров.
Также прокалывание языка практиковали Австралийские аборигены. Их праведники прокалывали язык с целью «выпустить из тела злую магию».
В современной западной культуре пирсинг языка начал набирать популярность в 1990-х годах, среди звёзд, поспособствовавших общественному принятию этой модификации, стоит отметить певицу Мелани Браун из группы Spice Girls, а среди представителей техно-сцены певца группы Prodigy Кита Флинта.
Также прокол языка есть у актрисы Дрю Бэрримор, певца Билла Каулитца из Tokio Hotel, Джанет Джексон и Мальколма-Джамала Уорнера из Cosby.

## Украшение

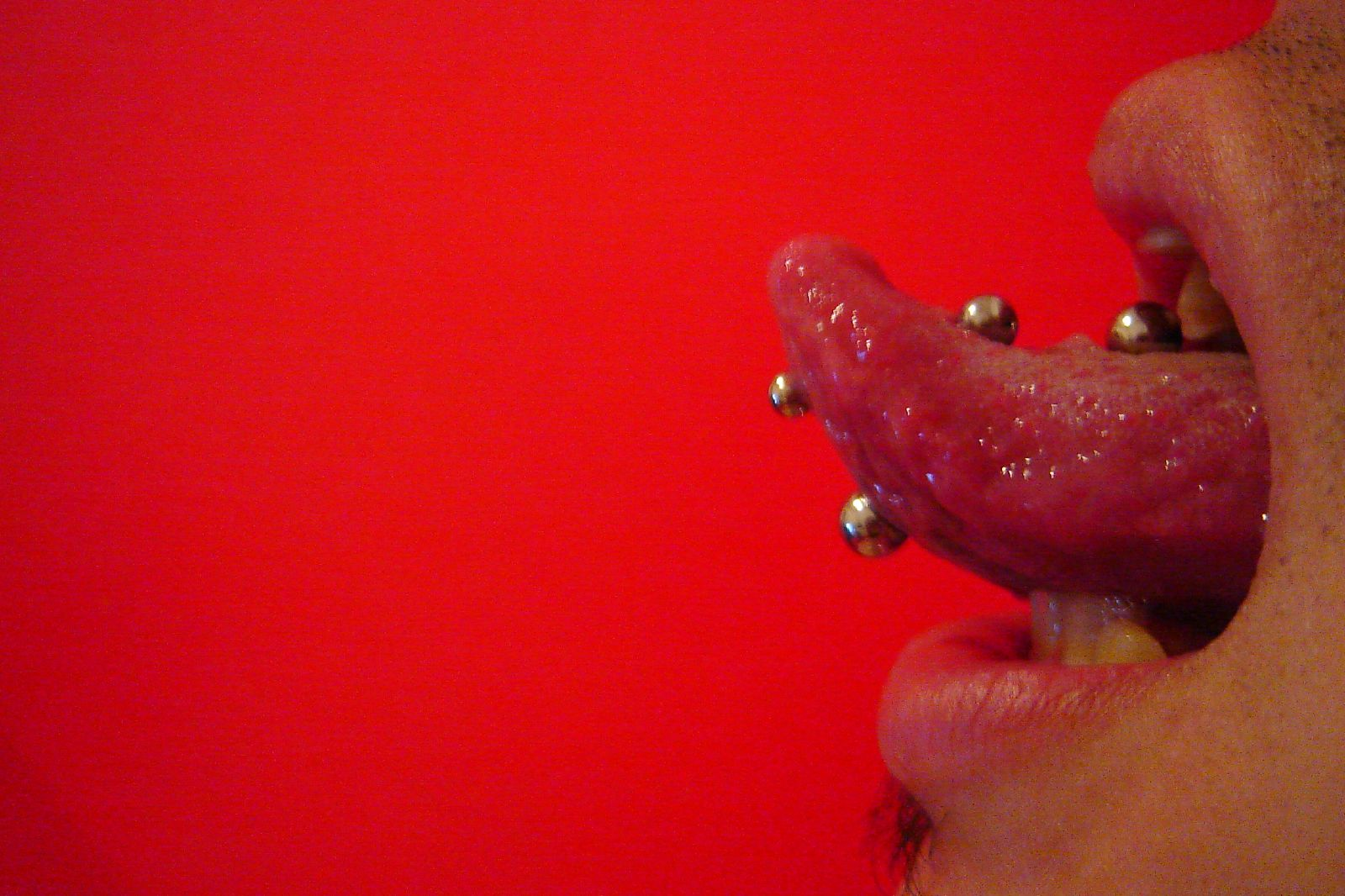
Композиция из двух проколов языка

В качестве украшений для пирсинга языка чаще всего используют прямые штанги. В связи с высокой подвижностью языка, важно правильно выбрать размер и место расположения украшения. Слишком тонкие штанги чаще подвержены миграции и могут вызвать дискомфорт и раздражение прокола.
Прокол языка легко растянуть и довести до размеров тоннеля.

## Процедура

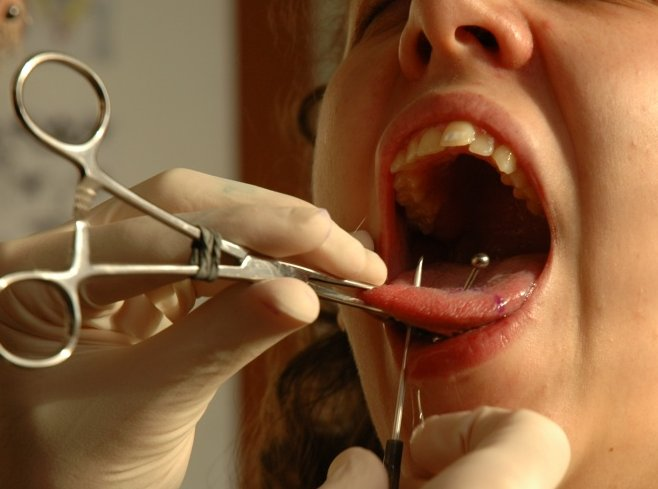

Как правило, прокол производится по центру языка, возможно также помещение украшения на сторонах, кончике языка или горизонтальная установка украшения. Для некоторых вариантов пирсинга языка используется гибкая штанга, например из тефлона, такая штанга в наименьшей степени ограничивает подвижность языка.
В случае создания проколов, отличных от классического прокола по центру, сроки заживления, как правило, занимают больше времени. Возрастает вероятность осложнений и отторжения пирсинга.
Место прокола помечается и фиксируется зажимом. Как правило, в свежий прокол устанавливается штанга, по длине превышающая необходимый размер, из расчета на припухание языка в период заживления. В течение первых двух дней после создания прокола возможно припухание языка до размера вдвое больше обычного, что может привести к затруднению в речи и приеме пищи в период заживления.
В связи с высокой способностью тканей языка к регенерации, этот вариант проколов обычно затягивается быстрее других. Полное заживление канала проходит в среднем за 3—6 недель.

## Риски

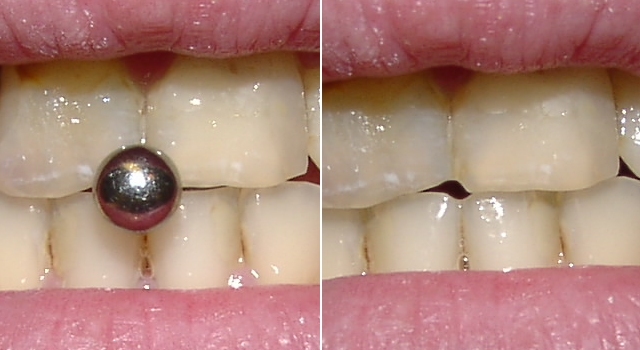
Повреждения зубов, вызванные «игрой» с пирсингом в процессе ношения.

Проколы в области рта, как правило, заживают наиболее быстро (2—4 недели) В то время как другие виды пирсинга могут заживать месяцами, до того как будет снят риск занесения инфекции в прокол. Два наиболее часто встречающихся осложнения, в результате оральных видов пирсинга, — повышение хрупкости и ломкости зубов(возникает в 14 %-21 % случаев) и заболевания десен (возникают в 19—38 % случаев). В некоторых случаях риски так же затрагивают и челюстные кости, создавая опасность ослабления и дестабилизируя состояние зубов.
Дополнительно существует риск занесения инфекции. В случае прекращения ношения пирсинга срок с момента создания прокола до момента съёма украшения должен составлять около 4 недель.
Американская Ассоциация Стоматологов приводит ещё несколько рисков, связанных с оральными проколами: кровотечение и повреждение нерва, возможно в случае неправильной установки непрофессионалом, украшение, вызывающее помехи в речи из-за неверного выбора расположения украшения.